# Дом Яковлева (Барнаул)
Дом Яковлева — памятник архитектуры начала XX века, один из символов Барнаула. Расположен в Центральном районе города на пересечении улиц Короленко и Максима Горького.
Это двухэтажное здание в стиле модерн с полуподвалом каменной постройки на ленточном фундаменте и сложной крышей в стиле модерн. Оно хорошо вписывалось в кварталы купеческих застроек исторической части города и в своём угловом решении являлось необходимой доминантой градостроительной архитектурной планировки.
Фасад оформлен на цветном контрасте белого и красного (сохранена старая кладка, которая привносит некий оттенок благородства). Арочные и круглые окна, эркеры и угловая башня придают зданию неповторимый облик. Восстановленный купол — башенка с декоративным элементом в стиле барокко и шпилем являются заключительной доминантой здания. Кованые оградки, решётки, ограждения изящных балконов, цепи, поддерживающие козырёк, решётки на окнах воссоздают облик старины.
Поздние постройки внесли некоторые нарушения в восприятие эстетики здания неадекватными масштабами и стилистикой объектов. Особенно пристройка 1977 года по ул. Горького, где четырёхэтажная коробка нового здания поставлена вплотную к старому, подавляет его массой объёма, высотой и отсутствием стилистического архитектурного перехода. Подавляет доминантную нагрузку этого памятника и выдвинутое в улицу напротив сооружение стадиона «Динамо». Таким образом, градостроительный узел вокруг данного архитектурного объекта был нарушен.
Здание входит в список памятников архитектуры федерального значения. В 2020 году переименовано из «Дома Полякова и Яковлева» в «Дом С. Я. Яковлева» после уточнения истории его возникновения.